# Papuanticlea
Papuanticlea là một chi bướm đêm thuộc họ Geometridae.